# Isola di Tuzla
L'isola di Tuzla (in ucraino e in russo Тузла Коса?, Tuzla Kosa; in tataro di Crimea: Tuzla) è un'isola dello stretto di Kerč al centro, come la penisola di Crimea, di una disputa territoriale tra Ucraina e Russia.

## Geografia
L'isola è un cordone litoraneo sabbioso creato dalle correnti dello stretto di Kerč lungo 6 km e largo al massimo 600 m, la superficie è di 3,5 km². L'isola è alta in media 153 metri, ma nel punto più elevato è alta 267 m. 

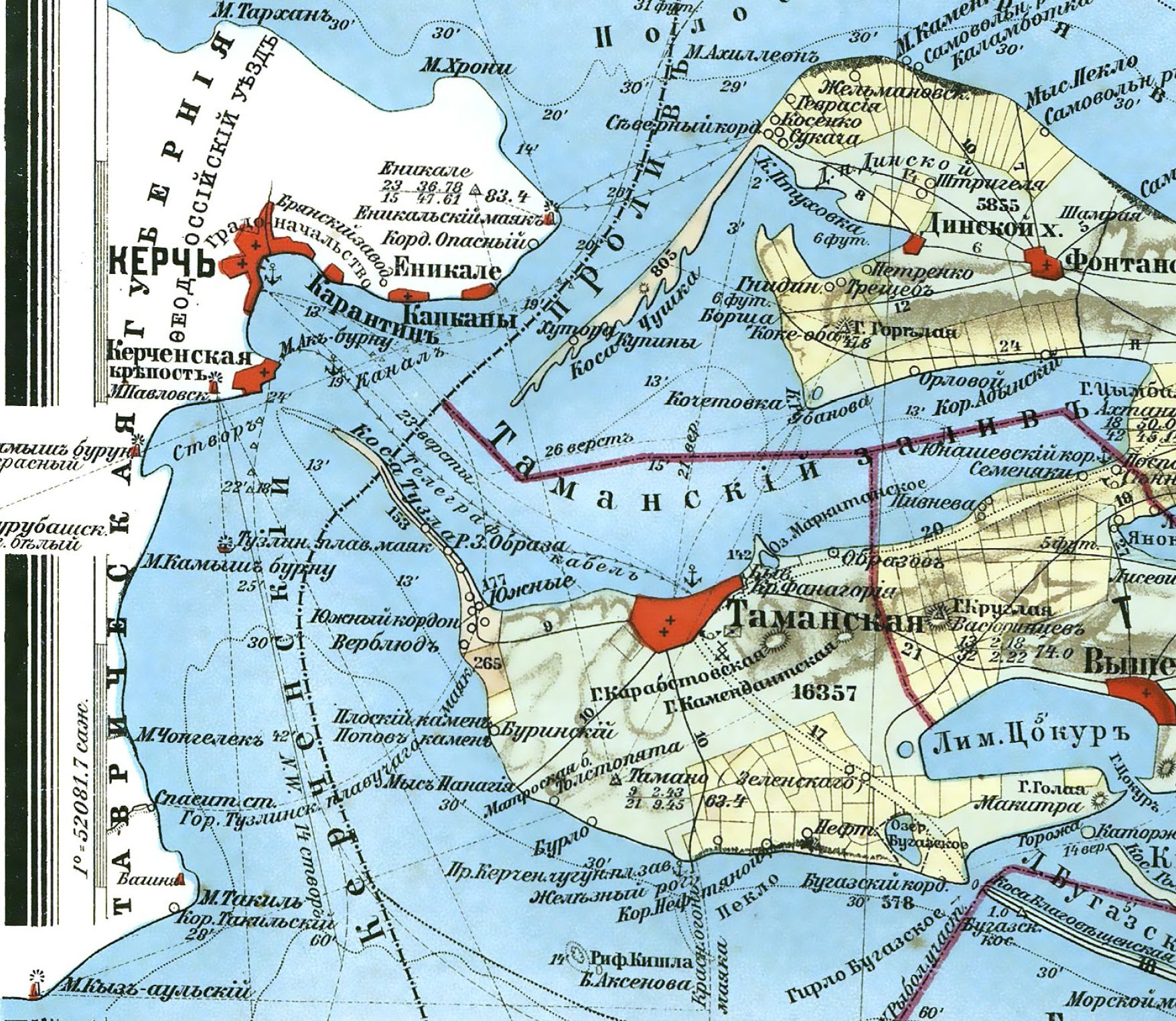
L'istmo di Tuzla prima di diventare un'isola in una carta russa del 1902.

## Storia
Legato fino al 1925 alla penisola di Taman' (Russia), nel 1954 passò assieme con Crimea dalla RSS Russa alla RSS Ucraina, ma solo dagli anni settanta venne definitivamente annessa al comune di Kerč'. 
Nell'ottobre del 2003 la Russia cominciò la costruzione della diga di Tuzla per collegare la penisola di Taman' con l'isola, la costruzione causò alcune tensioni tra i due stati e non venne completata.
Nel novembre del 2007 con l'autorizzazione del governo ucraino guidato da Mykola Azarov l'isola venne visitata da una commissione dell'Unione europea per valutare i danni ecologici causati dai molti affondamenti di petroliere nello stretto di Kerč.
Il 23 febbraio 2014 l'isola come tutta la Crimea è stata occupata dalla Russia.
L'11 marzo 2014 è entrata a far parte assieme alla penisola della repubblica di Crimea che si è proclamata unilateralmente indipendente dall'Ucraina.
Assieme alla Crimea è stata annessa unilateralmente alla Russia il 18 marzo 2014.